# Neferkamin
Neferkamin (Neferkamin I.) byl egyptský faraon z 8. dynastie během prvního přechodného období. Zmínky o něm pocházejí z abydoského seznamu králů.

## Jméno
V abydoském seznamu králů je Neferkaminovo jméno zaznamenáno jako Sneferka. Důvodem čtení jména jako Neferkamin je to, že hieroglyfový znak O34, čtený jako s, by mohl nahradit znak R22 pro boha Min a čtení Mn. Správné čtení tohoto jména je spolu se jménem krále Nikare uvedeno na zlaté desce nyní uložené v Britském muzeu. Je však možné, že se jedná o padělek.